# Kanton Poncin
Der Kanton Poncin war bis 2015 ein französischer Wahlkreis im Département Ain in der Region Rhône-Alpes. Er umfasste neun Gemeinden im Arrondissement Nantua, sein Hauptort (frz.: chef-lieu) war Poncin.

## Gemeinden
| Gemeinde            | Einwohner Jahr | Fläche km² | Bevölkerungsdichte | Code INSEE | Postleitzahl |
| ------------------- | -------------- | ---------- | ------------------ | ---------- | ------------ |
| Boyeux-Saint-Jérôme | 365 (2013)     | 16,9       | 22 Einw./km²       | 01056      | 01640        |
| Cerdon              | 749 (2013)     | 12,3       | 61 Einw./km²       | 01068      | 01450        |
| Challes-la-Montagne | 181 (2013)     | 7,7        | 24 Einw./km²       | 01077      | 01450        |
| Jujurieux           | 2.172 (2013)   | 15,4       | 141 Einw./km²      | 01199      | 01640        |
| Labalme             | 206 (2013)     | 8,8        | 23 Einw./km²       | 01200      | 01450        |
| Mérignat            | 125 (2013)     | 3,2        | 39 Einw./km²       | 01242      | 01450        |
| Poncin              | 1.686 (2013)   | 19,8       | 85 Einw./km²       | 01303      | 01450        |
| Saint-Alban         | 168 (2013)     | 8,1        | 21 Einw./km²       | 01331      | 01450        |
| Saint-Jean-le-Vieux | 1.645 (2013)   | 15,2       | 108 Einw./km²      | 01363      | 01640        |

## Einwohner
| Bevölkerungsentwicklung | Bevölkerungsentwicklung |
| Jahr                    | Einwohner               |
| ----------------------- | ----------------------- |
| 1962                    | 5017                    |
| 1968                    | 5299                    |
| 1975                    | 4914                    |
| 1982                    | 5070                    |
| 1990                    | 5538                    |
| 1999                    | 6041                    |
| 2006                    | 6751                    |
| 2011                    | 7152                    |

## Politik
| Vertreter im conseil général des Départements | Vertreter im conseil général des Départements | Vertreter im conseil général des Départements |
| Amtszeit                                      | Name                                          | Partei                                        |
| --------------------------------------------- | --------------------------------------------- | --------------------------------------------- |
| 2004–2015                                     | Jean Chabry                                   | -                                             |